# Shani Louk

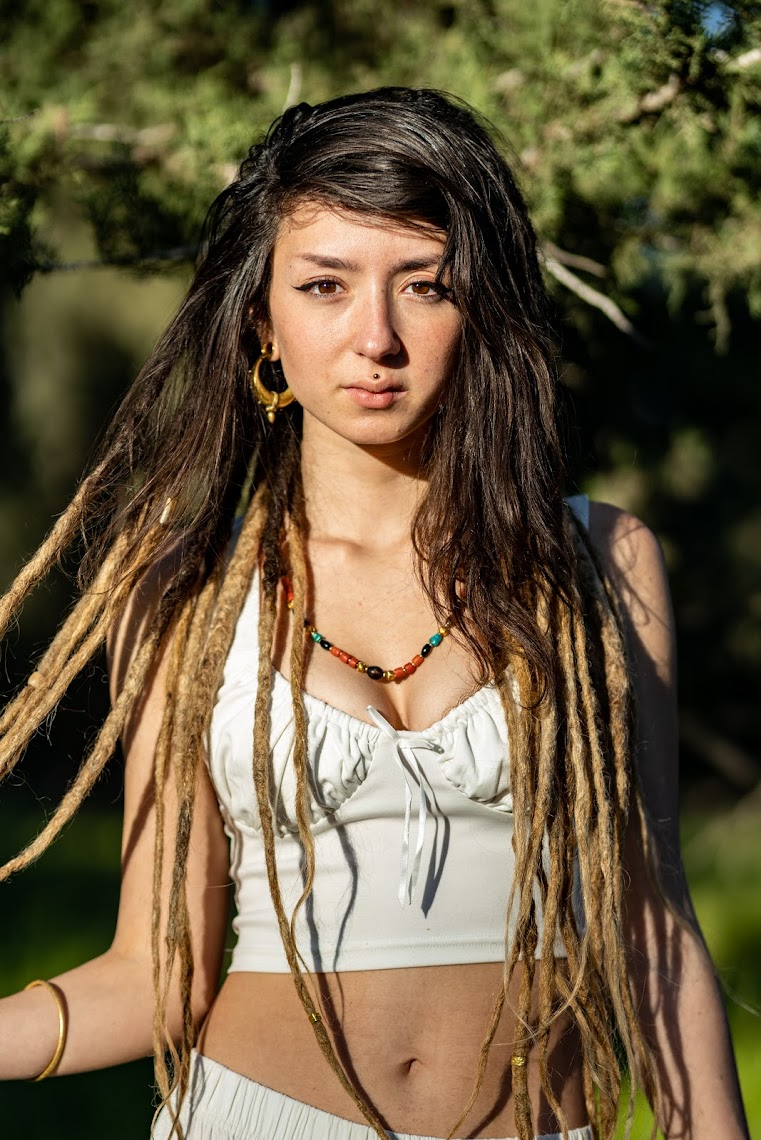
Shani Louk im März 2021

Shani Nicole Louk (hebräisch שני ניקול לוק; geboren am 7. Februar 2001 in Aderet; gestorben am 7. Oktober 2023 bei Reʿim) war eine Deutsch-Israelin, die beim Massaker auf dem Supernova-Musikfestival bei Reʿim im Rahmen des Terrorangriffs der Hamas auf Israel am 7. Oktober 2023 ermordet wurde. Da man in ihrem Fall zunächst von einer gewaltsamen Geiselnahme ausging, geriet Louk rasch in den Blickpunkt der internationalen Öffentlichkeit. Die israelische Armee fand ihre Leiche am 17. Mai 2024 im Norden des Gazastreifens.

## Leben
Shani Louk wurde am 7. Februar 2001 als Tochter eines israelischen Vaters und einer deutschen Mutter im Moschav Aderet geboren.
Ihre Mutter Ricarda Louk, die zunächst in Ravensburg lebte, lernte ihren späteren Mann Nissim Louk bei einem Aufenthalt in Thailand kennen. Daraufhin zog sie Anfang der 1990er Jahre nach Israel und konvertierte zum Judentum. Nach der Geburt von Shani zogen die Eltern mit ihr und ihrer drei Jahre älteren Schwester Adi nach Portland im US-Bundesstaat Oregon, wo Shani den Kindergarten der Portland Jewish Academy besuchte.
Zurück in Israel – vergrößert um die Söhne Amit und Or – zog die Familie nach Srigim, einer Gemeinschaftssiedlung, die zur Regionalverwaltung Mateh Jehuda gehört.
Mit 18 Jahren zog Shani Louk nach Tel Aviv, studierte Grafikdesign am Avni College of Art and Design, arbeitete als selbstständige Tattookünstlerin und war zudem als Influencerin auf Instagram tätig. Sie hatte die israelische und deutsche Staatsangehörigkeit. Die deutsche Sprache lernte sie an den Goethe-Instituten in Freiburg im Breisgau und Weimar. Aufgrund ihrer pazifistischen Einstellung weigerte sie sich, den in Israel auch für Frauen obligatorischen Wehrdienst abzuleisten. Dank ihrer doppelten Staatsbürgerschaft konnte sie dem entgehen.

## Supernova-Festival und Angriff der Hamas
Shani Louk hatte mit ihrem mexikanischen Freund Orión Hernández Radoux auf dem Psytrance-Festival Supernova in der Negev-Wüste die Nacht durchgefeiert.
Kurz nach Beginn des Angriffs der Hamas am frühen Morgen des 7. Oktober 2023 erhielt Ricarda Louk einen letzten Anruf ihrer Tochter, in dem diese von der Attacke berichtete, aufgrund derer sie einen Schutzraum aufsuchen wolle. Anschließend brach der Kontakt ab. Louks Familie fand bald darauf heraus, dass Shani mit Freunden über einen Parkplatz gerannt war, um mit zwei Autos zu flüchten.
Am selben Tag wurde ein Video auf X verbreitet, das zeigte, wie Louk mit dem Gesicht nach unten auf der Ladefläche eines Pickups liegend von Hamas-Terroristen durch die Straßen von Gaza gefahren wird.
Männer um sie herum grölten „Allahu akbar“ (Gott ist groß), einer zog an ihren Haaren und ein Jugendlicher spuckte ihr auf den Kopf.
Louk wirkte regungslos und an ihrem Hinterkopf war Blut zu sehen, es blieb jedoch zunächst unklar, ob sie bewusstlos oder tot war. Ihr Freund wurde ebenfalls verschleppt.
Sicherheitsexperten und Kommentatoren bezeichneten das Video als Propaganda der Terrororganisation Hamas in den sozialen Medien. Es wurde zu einer der ersten sich schnell verbreitenden Filmaufnahmen vom Terrorangriff auf Israel. Einige Journalisten brachten die Veröffentlichung des Videos mit den Ermittlungen der Europäischen Kommission gegen X (vormals Twitter) im Jahr 2023 in Verbindung, als der Dienst die Verbreitung illegaler Inhalte zugelassen hatte. Bei einer weiteren Filmsequenz, die in zahlreichen Berichten mit der Beschreibung eingebunden wurde, dass sie Louk kurz vor dem Angriff beim Tanzen zeige, handelte es sich um eine bereits im März 2023 entstandene Aufnahme von einem anderen Festival.
Zusätzliche Aufmerksamkeit wurde dem Fall zuteil, nachdem Ricarda Louk ihre Tochter rasch an deren Tätowierungen erkannt hatte. Sie bat daraufhin die deutsche Regierung öffentlich um Hilfe.
Die Mutter erklärte wenige Tage später, dass sie die Information erhalten habe, dass Shani am Leben sei und sich mit schweren Kopfverletzungen im Indonesian Hospital in Bait Lahiya befinde. In dieser Stadt im nördlichen Gazastreifen wurde laut Bankauskunft auch zweimal vergeblich versucht, mit ihrer Kreditkarte Geld abzuheben.
Nach Angaben der deutschen Behörden gehörte Shani Louk zu den mindestens acht deutschen Staatsangehörigen, die während des Terrorangriffs als Geiseln in den Gazastreifen verschleppt worden waren.

## Identifizierung und Leichenfund
Am 29. Oktober 2023 informierte die israelische Bergungseinheit ZAKA Louks Mutter, dass ein Schädelfragment ihrer Tochter entdeckt und mithilfe des eingereichten Vergleichsmaterials per DNA-Test identifiziert worden sei. Dabei wurde ihr mitgeteilt, dass aufgrund der aufgefundenen Überreste des Felsenbeins ihr Überleben nicht möglich sei, so dass alles darauf hindeute, dass Louk bereits am 7. Oktober im Umfeld des Festivalgeländes getötet worden sei. Der Fund dieses Schädelteils ließ laut israelischen Forensikern demnach darauf schließen, dass sie schon tot war, als die Terroristen mit ihrem geschändeten Körper durch Gaza fuhren. Das israelische Ministerium für auswärtige Angelegenheiten bestätigte am 30. Oktober 2023 in sozialen Medien offiziell Shani Louks Tod.

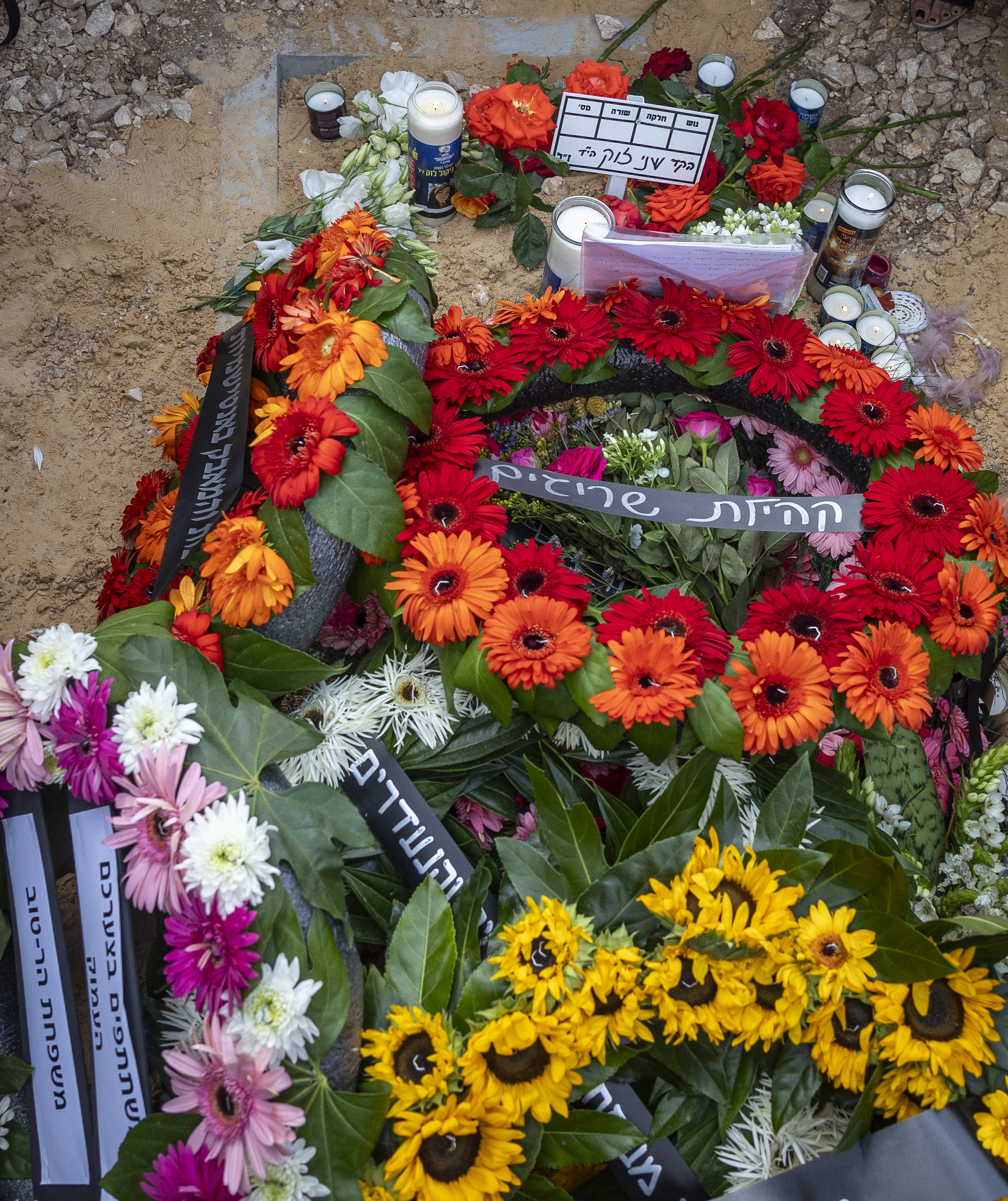
Louks Grabstelle in Srigim

Nachdem abgesehen vom Schädelfragment Louks Leiche zunächst nicht hatte lokalisiert werden können, ergaben sich später aus Verhören von verhafteten Hamas-Mitgliedern Hinweise auf ihren Verbleib.
Am 17. Mai 2024 verkündete Armeesprecher Daniel Hagari schließlich, dass ihr Leichnam in der Nacht zuvor bei einem Sondereinsatz von Angehörigen der israelischen Verteidigungskräfte und des Inlandsgeheimdienstes Schin Bet in einem Tunnel unter einem UNRWA-Gebäude in Gaza entdeckt und zusammen mit den Überresten von zwei weiteren Opfern des Massakers beim Supernova-Musikfestival geborgen wurde.
Obwohl die Familie im Oktober 2023 noch keine richtige Beerdigung durchführen konnte, saß sie bereits im November 2023 zur Schiv’a. Ihr Haus wurde dabei laut Ricarda Louk von etwa 4.000 Menschen als Ausdruck der Solidarität besucht. Louk wurde schließlich am 19. Mai 2024 in Srigim beigesetzt.
Der Leichnam ihres Freundes Radoux wurde zusammen mit zwei weiteren Leichen entführter Israelis am 24. Mai 2024 in Gaza gefunden. Auch dieser war laut Militärbericht bereits am 7. Oktober 2023 auf israelischem Staatsgebiet getötet worden, nachdem die Fluchtgruppe um Shani Louk und ihn in der Nähe des Kibbuz Mefalsim von Hamas-Kämpfern attackiert worden war.

## Reaktionen
Der deutsche Botschafter in Israel Steffen Seibert sprach in einem Tweet Louks Familie sein Beileid aus. Bundespräsident Frank-Walter Steinmeier kondolierte der Mutter. Gemeinsam werde man sich dem Hass und dem Terror entgegenstellen. Bundeskanzler Olaf Scholz sprach von einer furchtbaren Tat. Der Mord zeige „die ganze Barbarei, die hinter diesem Angriff der Hamas“ stecke. Die Täter müssten zur Rechenschaft gezogen werden.
Die Familie kritisierte nach Bekanntwerden des Todes die Bundesregierung. Trotz eines Treffens mit Außenministerin Annalena Baerbock sahen sich Familie Louk und andere Angehörige der deutschen Entführungsopfer von der Außenministerin, dem deutschen Botschafter und Bundeskanzler Scholz nicht unterstützt. Man habe zudem kaum Informationen von den deutschen und israelischen Behörden erhalten.
Shani Louks Vater Nissim Louk wandte sich am 31. Oktober 2023 das erste Mal an die Öffentlichkeit: „Wenigstens weiß ich nun, dass sie nicht in irgendeinen Gaza-Tunnel geworfen wurde“, sagte er in einem Interview auf dem israelischen Sender Channel 13, „es ist gut, dass sie uns endlich eine endgültige Antwort gegeben haben, das tröstet uns ein wenig.“
Die israelische Anwältin Yael Vias Gvirsman erstattete wegen sexualisierter Gewalt an Shani Louk Anzeige in Deutschland, Frankreich und beim Internationalen Strafgerichtshof in Den Haag.
Am 28. Februar 2024 reichten Louks Eltern und vier weitere Familien der Re'im-Opfer beim Bezirksgericht Jerusalem eine Klage gegen die Nachrichtenagenturen Associated Press und Reuters ein, weil diese die Bilder der Opfer in ihren Medien veröffentlicht hatten.
Im März 2024 wurde ein Foto des Fotografen Ali Mahmud für Associated Press, das vor der Videosequenz aufgenommen worden war und Louk auf der Ladefläche des Pick-ups bei der Fahrt in den Gazastreifen zeigt, zum „Bild des Jahres“ gewählt. Die Preisvergabe wurde vor allem in den sozialen Medien scharf kritisiert und als unsensibel und unethisch bezeichnet, während sich Louks Vater Nissim Louk positiv darüber äußerte. „Es ist gut, dass das Foto den Preis gewonnen hat“, sagte er und verglich das Bild mit historischen Fotografien, die bedeutende Epochen symbolisieren, „es ist wichtig, dass auch zukünftige Generationen noch in 100 Jahren wissen, was hier passiert ist.“
Nach dem Leichenfund im Mai 2024 gab Nissim Louk Channel 13 ein weiteres Interview. Darin zeigte er sich erleichtert und sagte: „Es ist ein Geschenk, dass unsere Tochter nun friedlich beigesetzt werden kann. Es wird einen Ort geben, wo man einen Kranz niederlegen kann, vielleicht etwas zu ihrer Erinnerung bauen kann. Für uns hat sich endlich ein Kreis geschlossen.“

## Gedenken
Am 7. Februar 2024, Shani Louks 23. Geburtstag, wurde im  Nahum Gutman Museum of Art in Neve Tzedek, Tel Aviv, eine Ausstellung mit Louks Zeichnungen unter dem Titel  „Forever Young Forever Art“ eröffnet.
Am 18. Februar 2024 fand in Tel Aviv im Club Colabo eine Geburtstagsparty statt. Die Veranstaltung mit dem Namen „Shaniqua Forever“ wurde von Louks engsten Freunden organisiert. Freiwillig nahmen Künstler aus verschiedenen Bereichen teil, darunter israelische DJs, der Rapper Dudu Faruk sowie Tätowierer und Maler. Der Erlös des Anlasses ging anschließend an Louks Familie für ein Gedenkprojekt in Form einer Kleiderkollektion basierend auf Shanis Gemälden.

## Weitere Opfer des 7. Oktober
- Noa Argamani
- Hersh Goldberg-Polin